# Drimys pachyphylla
Drimys pachyphylla är en tvåhjärtbladig växtart som beskrevs av Friedrich Ludwig Diels. Drimys pachyphylla ingår i släktet Drimys och familjen Winteraceae. Inga underarter finns listade.